# Streneoderma
Streneoderma är ett släkte av skalbaggar. Streneoderma ingår i familjen plattnosbaggar.
Kladogram enligt Catalogue of Life:
| Streneoderma | \| \| Streneoderma contemptum \| \| \| \| \| \| Streneoderma insigne \| \| \| \| \| \| Streneoderma planatum \| \| \| \| |
|              | \| \| Streneoderma contemptum \| \| \| \| \| \| Streneoderma insigne \| \| \| \| \| \| Streneoderma planatum \| \| \| \| |
|              | Streneoderma contemptum                                                                                                  |
|              | |
|              | Streneoderma insigne |
|              | |
|              | Streneoderma planatum |
|              | |